# Eraldo Pecci
Eraldo Pecci (født 12. april 1955 i San Giovanni in Marignano, Italien) er en italiensk tidligere fodboldspiller (midtbane).
Pecci spillede seks kampe for det italienske landshold. Han deltog ved VM 1978 i Argentina, men kom dog ikke på banen i turneringen, hvor italienerne sluttede på fjerdepladsen.
På klubplan var Pecci tilknyttet Torino FC i seks år, efterfulgt af fire år hos Fiorentina. Han havde desuden ophold hos blandt andet Napoli og Bologna. Han vandt det italienske mesterskab med Torino i 1976.